# آدولف گرین
آدولف گرین (انگلیسی: Adolph Green؛ زاده ۲ دسامبر ۱۹۱۴ – درگذشته ۲۳ اکتبر ۲۰۰۲) یک نوازنده اهل ایالات متحده آمریکا بود. وی بین سال‌های ۱۹۴۴ تا ۲۰۰۲ میلادی فعالیت می‌کرد.
از فیلم‌ها یا برنامه‌های تلویزیونی که وی در آن نقش داشته است می‌توان به سال محبوب من اشاره کرد.